# Sabana Grande de Boyá
Sabana Grande de Boyá es un municipio de la República Dominicana, que está situado en la provincia de Monte Plata.

## Límites
Municipios limítrofes:
|                             | Norte: Arenoso y Sánchez |                           |
| Oeste: Villa Riva y Cevicos |                          | Este: Sánchez y Bayaguana |
|                             | Sur: Monte Plata         |                           |

## Distritos municipales
Está formado por los distritos municipales de:
| Nombre                | Código   |
| --------------------- | -------- |
| Sabana Grande de Boyá | 09290301 |
| Gonzalo               | 09290302 |
| Majagual              | 09290303 |

## Historia
Fue fundado en 1535 por Enrique Bejo (conocido como Enriquillo por los españoles y Guarocuya por los taínos), cacique de Boyá y nitaíno del Bahoruco.